# Смирнов, Алексей Александрович (дипломат)
Алексе́й Алекса́ндрович Смирно́в (1857—1924) — российский дипломат, писатель и действительный статский советник.

## Биография
Родился 14 сентября 1857 года[по какому календарю?] в Санкт-Петербурге. Образование получил на факультете восточных языков Санкт-Петербургского университета по «арабско-персидско-турецко-татарскому разряду», по окончании которого 28 октября 1881 года направлен в Азиатский департамент МИД. В феврале 1885 года Смирнов был назначен помощником секретаря императорского посольства в Константинополе. В 1891 году получил должность второго секретаря посольства в Турции. В марте 1897 года стал первым секретарём в Афинах. 6 декабря 1902 года Смирнову было пожаловано звание камергера Императорского двора, а в 1903 — чин действительного статского советника. 31 декабря этого же года его назначали генеральным консулом и дипломатическим агентом в Египте. 5 ноября был повышен в ранге до чрезвычайного посланника.
Традиционно Россия всячески поддерживала стремление Египта обрести независимость от Османской империи. Смирнов продолжал данную политику, а также активно противодействовал стараниям Великобритании, направленным на превращение Египта в британскую колонию. В частности, он выступал против ликвидации Смешанных судов и отмены англичанами режима капитуляций, полагая, что эти действия английского правительства направлены на подчинение страны. Также Смирнов рекомендовал российскому правительству отвергнуть предложение Великобритании, в котором она гарантировала передачу России Босфора и Дарданелл в обмен на согласие последней на переход Египта под власть британской короны. Тем не менее, в 1914 году Египет всё же стал английским протекторатом.
Дипломат остался на посту и после революций. Октябрьскую революцию не принял и стал фактическим лидером русских эмигрантов на территории Египта. 6 октября 1923 года египетское правительство объявило российскую дипломатическую миссию не легитимной. Ещё за год до этого, из-за долгого пребывания в жарком и влажном климате, Смирнов серьёзно заболел нильскими нарывами. Некоторое время ему удавалось бороться с болезнью, но вскоре он был сбит автомобилем и получил перелом одной из костей ступни. И хотя операция, проведённая русскими врачами, была успешной, произошло заражение крови и обострение болезни. Дипломат скончался 18 февраля 1924 года в Каире. Похоронен там же, на христианском кладбище «Святой Георгий».

## Писательская деятельность
Помимо дипломатии, Смирнов занимался литературой. Писал он как прозу, так и поэзию, причём в его работах преобладали восточная, византийская и русская тематики. Творчество дипломата было довольно популярным, и один из современников охарактеризовал его труды, как «изящные поэтические очерки о Востоке». Кроме того, его стихи выходили в сборниках вместе с лирикой таких известных русских поэтов, как К. Д. Бальмонт, А. А. Блок, А. Белый и В. Ф Ходасевич.